# Beleg van Arta
Het Beleg van Arta was een van de veldslagen tijdens de Verovering van Majorca van koning Jacobus I van Aragón tegen de Berberse Almohaden in 1230.

## Achtergrond
Na de Belegering van Majorca en de moord op de laatste wali van Majorca, Abu Yahya Mohammed ibn Ali ibn Abu Imran al-Tinmalali, vluchtte Abu Hafs ibn Sayri naar de bergen waar hij 16.000 overlevenden verzamelde van het bloedbad dat volgde op de val van Majorca. De Mallorcaanse opstand werd versterkt in de kastelen van Alaro, Pollença, Santueri evenals in de Serra de Tramuntana, waar de Majorcanen vervolgens Xuiap de Xivert aanstelden als het nieuwe opperhoofd. De meeste ridders en mannen keerden terug naar Catalonië en koning Jacobus I moest enkele cavalcades met een verminderd leger aan de westkant van het Serra de Tramuntana en het Incagebergte als te gevaarlijk afwijzen.

## Belegering
Op 19 maart 1230 informeerden Nuño Sánchez en Hugo van Forcalquier koning Jacobus I over een grot met 60 gewapende Moorse moslims, richting Artà en vestigden een kamp aan het begin van de kust, aan de rand van een rivier. De aanval bestond aanvankelijk uit het bevechten aan de deur van de grotten, van waaruit de verschansten de belegeraars met stenen konden aanvallen. Na het in brand steken van de barricades werd de overgave aangeboden, die op 21 maart plaatsvond.

## Gevolgen
De koning keerde in november 1230 terug naar Catalonië. In 1231, tijdens de tweede expeditie op Mallorca, en na de dood van Abu Hafs ibn Sayri en zijn 6.000 man in de maand februari, gaf Xuiap de Xivert zich over in de Serra de Tramuntana, maar ongeveer 2.000 Majorcaanse moslims weigerden zich onder deze omstandigheden terug te trekken en zochten hun toevlucht in het kasteel van Pollença, dat werd belegerd, waar het Majorcaanse opperhoofd Abu Ali Omar stierf.